# Хайнке, Харальд
Харальд Хайнке (нем. Harald Heinke; род. 15 мая 1955, Айленбург, Лейпциг) — немецкий дзюдоист, чемпион ГДР, чемпион и призёр чемпионатов Европы, призёр чемпионата мира, бронзовый призёр летних Олимпийских игр 1980 года в Москве.

## Карьера
Выступал в полусредней весовой категории (до 78 кг). Чемпион ГДР 1979 года. Победитель и призёр международных турниров. Чемпион (1978 и 1979 годы) и серебряный призёр (1977 и 1980 годы) чемпионатов Европы. Бронзовый призёр чемпионата мира 1979 года в Париже.
На Олимпиаде 1980 года в Москве Хайнке победил сенегальца Карима Бадьяна, но проиграл советскому дзюдоисту Шота Хабарели. В утешительной серии немец победил болгарина Георгия Петрова, румына Мирчу Фрэцикэ и стал бронзовым призёром Олимпиады.